# 休眠預金等活用審議会
休眠預金等活用審議会（きゅうみんよきんとうかつようしんぎかい）とは、内閣府の審議会等で、民間公益活動を促進するための休眠預金等に係る資金の活用に関する法律に基づいて設置された機関である。

## 概要
審議会は、民間公益活動を促進するための休眠預金等に係る資金の活用に関する法律35条2項に掲げられた事務をつかさどる。
- 会長 - 高橋進
- 会長代理 - 程近智
- 委員 - 梶川融
- 委員 - 清原慶子
- 委員 - 白井智子
- 委員 - 野村修也
- 委員 - 萩原なつ子
- 委員 - 服部篤子
- 委員 - 八木稔